# Dwór w Psarach
Dwór w Psarach – zabytkowy dwór wybudowany w XVII w. w miejscowości  Psary.

## Położenie
Dwór położony we wsi Psary, w województwie dolnośląskim, w powiecie górowskim, w gminie Jemielno.